# Edwin Beard Budding
Edwin Beard Budding (25 de agosto de 1796 - 25 de septiembre de 1846), un ingeniero de Stroud, Inglaterra, fue el inventor del cortacéspedes (1830) y la llave de tuercas ajustable.

Budding consiguió la idea del cortacéspedes después de la vista de una máquina en un molino (una fábrica) de paño local que usó un cilindro cortante (o el carrete aplanado) montado sobre un banco para ajustar la siesta irregular de la superficie de paño de lana y dar un fin liso.

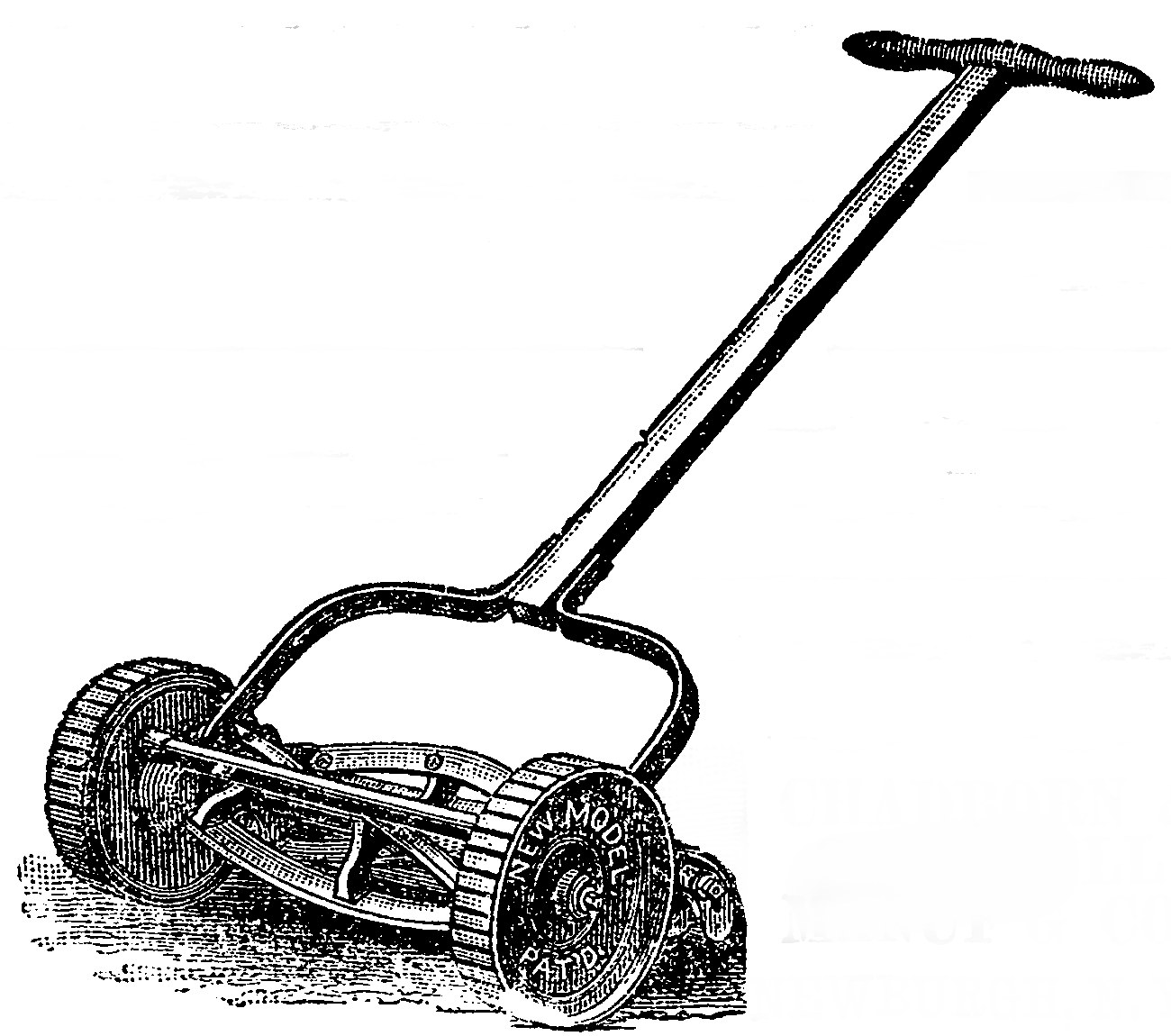
Una cortadora de césped de cilindro (carrete) de 1888.

Él comprendió que un dispositivo similar podría ser usado para cortar la hierba si el mecanismo fuera montado en un marco rodado para hacer las láminas girar cerca de la superficie del césped. 
En ciernes entró en la sociedad con un ingeniero local, John Ferrabee, y juntos hicieron el cortacéspedes en una fábrica en Thrupp cerca de Stroud. Los ejemplos de los tempranos cortacéspedes de tipo En ciernes pueden ser vistos en el Museo Stroud, el Museo de Ciencia de Londres y en el Museo Milton Keynes .
A Budding también se le atribuye la invención de la llave ajustable de tornillo en 1842.
Las habilidades de ingeniería y fabricación de Budding también se extendieron a la producción de un revólver de percusión de cinco disparos con cañones de latón girados manualmente alrededor de 1830.